# Helge Engelbrecht
Helge Engelbrecht (født 4. december 1952) er en dansk komponist og sanger. Han er forsanger i gruppen Neighbours, der har deltaget i Dansk Melodi Grand Prix fire gange. Bedste placering er nr. 2 i 2002 med sangen Alt mellem himmel og jord skrevet af bandmedlemmet Tommy Thiel Rasmussen. Dog står Helge Engelbrecht selv for langt størstedelen af Neighbours sange. Han var med til at danne gruppen Fenders i 1975.
Engelbrecht har også komponeret flere Helge Engelbrecht har desuden skrevet vindermelodien "En lille melodi" sunget af Anne Catherine Herdorf i 1987.
I 1992 signede han Zindy Laursen til sit pladeselskab Pineapple Records. En kontrakt som Zindy Laursen siden har kritiseret for at udnytte den dengang kun 19-årige sangerinde økonomisk.
I 2003 købte Helge Engelbrecht og hans kone Rie Engelbrecht Mariehaven i Ansager i Jylland, og fra 2009 har der været spillet koncerter hver sommer under navnet Sommersang i Mariehaven med Helge Engelbrecht som vært. Koncerterne har været vist på DR1 og TV2 Charlie, samt DK4
I 2013 arrangerede Helge Engelbrecht sammen med Ansager Idrætsforening den første Mariefestival med musik i hele byen.
I 2016 modtog han Folkemusikprisen, der blev uddelt på Skagen festival.

## Diskografi
Som kunstner
- "Som om det var i går" nr. 4 ved Dansk Melodi Grand Prix 2001

Komponist
- "Det' løgn" fremført af Fenders (med Engelbrecht) ved Dansk Melodi Grand Prix 1982. Blev nr. 4
- "Vild med eventyr" fremført af Fenders (med Engelbrecht) ved Dansk Melodi Grand Prix 1986. Blev nr. 3
- "Vi danser rock og rul" fremført af Stig Rossen ved Dansk Melodi Grand Prix 1988. Blev nr. 4
- "En lille melodi" fremført af Anne Herdorf ved Dansk Melodi Grand Prix 1987. Blev nr. 1 og gik derfor videre til Eurovision Song Contest 1987, hvor den blev nr. 5
- "Lykkefugl" fremført af Trine Gadeberg ved Dansk Melodi Grand Prix 2000. Blev nr 5
- "Alt mellem himmel og jord" fremført af Neighbours (med Engelbrecht) ved Dansk Melodi Grand Prix 2002. Blev nr. 2
- "Solens sang" fremført af Neighbours (med Engelbrecht) ved Dansk Melodi Grand Prix 2004. Blev nr. 4
- "Je Ne Regrette Rien" fremført af Neighbours (med Engelbrecht) ved Dansk Melodi Grand Prix 2006. Blev nr. 3